# Afrixalus spinifrons
Afrixalus spinifrons es una especie de anfibios de la familia Hyperoliidae.
Habita en Sudáfrica y posiblemente Lesoto.
Su hábitat natural incluye bosques templados, zonas de arbustos de clima templado, pantanos, marismas intermitentes de agua dulce, tierra arable, jardines rurales, estanques y canales y diques.
Está amenazada de extinción por la pérdida de su hábitat natural.